# Владимир Пуздерлиев
Владимир Данев Пуздерлиев е български обществен деец, търговец и политик.

## Биография
Владо Пуздерлиев е роден в 1873 година в град Щип, тогава в Османската империя. Брат е на Благой и Борис Пуздерлиеви.. През 1906 година е арестуван по Мацановата афера, осъден е на 3 години затвор. При избухването на Балканската война в 1912 година е доброволец в Македоно-одринското опълчение в нестроева рота на 3 солунска дружина.
След възстановяването на сръбския режим във Вардарска Македония е избран за депутат в Скупщината от Радикалната партия. Критикува дейността на Сдружение против българските бандити покрай дейността му около Щипската афера от 1925 година. Поставя въпроса в Скупщината и за своеволията на жупана на Брегалнишката област Добрица Маткович.
По време на освобождението на Вардарска Македония през Втората световна война, синът му, Васил е кмет на Мрежичко от 20 октомври 1942 година до 4 март 1943 година и на Лесковица от 4 март 1943 година до 9 септември 1944 година.